# Je veux
 (срп. Желим) је дебитантски сингл француске кантауторке Заз скинут са њеног дебитантског албума Zaz.

### Пласман на топ-листама
| Листа (2010/11) | Најбоља позиција |
| --------------- | ---------------- |
| Аустрија        | 16               |
| Фландрија       | 34               |
| Валонија        | 2                |
| Француска       | 34               |
| Немачка         | 22               |
| Швајцарска      | 23               |
| Пољска          | 23               |